# 标竿人生
《标竿人生》（The Purpose Driven Life）是一本畅销的基督徒灵修读物，作者基督教牧师华理克，由 Zondervan 出版于2002年。书中提出了四十天的个人灵修旅程，解答人类被神创造的五个人生目的。